# Райт, Майкл
Майкл Джордж Райт (англ. Michael George Wright, 8 сентября 1922, Федеративные Малайские Государства) — сингапурский хоккеист (хоккей на траве), нападающий.

## Биография
Майкл Райт родился 8 сентября 1922 года в Федеративных Малайских Государствах.
Играл в хоккей на траве за сингапурскую команду «Сингапур Рекриэйшн».
В 1956 году вошёл в состав сборной Сингапура по хоккею на траве на Олимпийских играх в Мельбурне, занявшей 8-е место. Играл на позиции левого крайнего нападающего, провёл 3 матча, забил (по имеющимся данным) 1 мяч в ворота сборной США.
После завершения игровой карьеры эмигрировал в Западную Австралию.